# Spiceworld (album)
Spiceworld là album phòng thu thứ hai của nhóm nhạc nữ Anh quốc Spice Girls, phát hành ngày 1 tháng 11 năm 1997 bởi Virgin Records. Tại Vương quốc Anh, đĩa nhạc được phát hành cùng năm với thời điểm nhóm ra mắt album đầu tay Spice (1996) tại Hoa Kỳ. Tiếp nối thành công thương mại của album trước, đây là một bản thu âm pop kết hợp với phong cách âm nhạc dance-pop, với nội dung ca từ đề cập đến chủ đề Sức mạnh thiếu nữ nhóm đang theo đuổi. Spice Girls đồng sáng tác tất cả các bài hát và hợp tác với những nhà sản xuất quen thuộc trong album đầu tiên như Matt Rowe, Eliot Kennedy và Richard Stannard, bên cạnh đội sản xuất Absolute. Nhóm cũng thực hiện Spiceworld trong quá trình ghi hình cho bộ phim hài ca nhạc Spice World mà họ thủ vai chính, và một số bản nhạc trong album cũng xuất hiện trong phim. Đây là album phòng thu cuối cùng có sự tham gia của thành viên Geri Halliwell, người đã rời Spice Girls vào năm 1998, nhưng gia nhập lại vào năm 2007.
Trước khi phát hành Spiceworld, "Step to Me" và "Move Over" được chọn làm đĩa đơn quảng bá, đồng thời được sử dụng trong chiến dịch quảng cáo của nhóm với Pepsi. Album nhận được những phản ứng tích cực từ các nhà phê bình âm nhạc, trong đó họ đánh giá cao giai điệu bắt tai của tác phẩm. Đĩa nhạc cũng gặt hái những thành công vượt trội về mặt thương mại, đứng đầu các bảng xếp hạng tại hơn 13 quốc gia, bao gồm nhiều thị trường lớn như Áo, Đan Mạch, Hà Lan, Phần Lan, Ireland, New Zealand, Na Uy và Vương quốc Anh, đồng thời lọt vào top 5 ở hầu hết những thị trường khác. Tại Hoa Kỳ, Spiceworld đạt vị trí thứ ba trên bảng xếp hạng Billboard 200, trở thành album thứ hai liên tiếp của Spice Girls vươn đến top 5 tại đây. Album sau đó được chứng nhận bốn đĩa Bạch kim từ Hiệp hội Công nghiệp ghi âm Mỹ (RIAA), công nhận lượng đĩa xuất xưởng đạt bốn triệu bản. Tính đến nay, Spiceworld đã bán được hơn 14 triệu bản trên toàn cầu, trở thành một trong những album của nhóm nhạc nữ bán chạy nhất mọi thời đại.
Bốn đĩa đơn đã được phát hành từ Spiceworld. Đĩa đơn đầu tiên "Spice Up Your Life" lọt vào top 5 ở hơn 14 quốc gia và trở thành một trong những bài hát trứ danh của Spice Girls. Đĩa đơn thứ hai, "Too Much" trở thành đĩa đơn quán quân mùa Giáng sinh thứ hai liên tiếp của nhóm tại Vương quốc Anh, cũng như là đĩa đơn duy nhất từ album lọt vào top 10 trên bảng xếp hạng Billboard Hot 100. Hai đĩa đơn còn lại, "Stop" và "Viva Forever" đều được giới chuyên môn đánh giá cao, và tiếp tục công phá nhiều bảng xếp hạng trên toàn cầu. Để quảng bá cho Spiceworld, nhóm xuất hiện và trình diễn trên nhiều chương trình truyền hình và lễ trao giải lớn, như Late Show with David Letterman, The Oprah Winfrey Show, Top of the Pops, giải thưởng Âm nhạc Billboard năm 1997 và giải Brit năm 1998, cũng như thực hiện chuyến lưu diễn Spiceworld Tour, đi qua nhiều quốc gia Châu Âu và Bắc Mỹ trong 97 ngày. Một phiên bản mở rộng của album, mang tên Spiceworld25, đã được phát hành nhằm kỷ niệm 25 năm ra mắt đĩa nhạc.

## Danh sách bài hát
| Spiceworld – Phiên bản tiêu chuẩn | Spiceworld – Phiên bản tiêu chuẩn | Spiceworld – Phiên bản tiêu chuẩn      | Spiceworld – Phiên bản tiêu chuẩn | Spiceworld – Phiên bản tiêu chuẩn |
| STT                               | Nhan đề                           | Sáng tác                               | Sản xuất                          | Thời lượng                        |
| --------------------------------- | --------------------------------- | -------------------------------------- | --------------------------------- | --------------------------------- |
| 1.                                | "Spice Up Your Life"              | Spice Girls Richard Stannard Matt Rowe | Stannard Rowe                     | 2:53                              |
| 2.                                | "Stop"                            | Spice Girls Andy Watkins Paul Wilson   | Absolute                          | 3:24                              |
| 3.                                | "Too Much"                        | Spice Girls Watkins Wilson             | Absolute                          | 4:31                              |
| 4.                                | "Saturday Night Divas"            | Spice Girls Stannard Rowe              | Stannard Rowe                     | 4:25                              |
| 5.                                | "Never Give Up on the Good Times" | Spice Girls Stannard Rowe              | Stannard Rowe                     | 4:30                              |
| 6.                                | "Move Over"                       | Spice Girls Mary Wood Clifford Lane    | Stannard Rowe                     | 2:46                              |
| 7.                                | "Do It"                           | Spice Girls Watkins Wilson             | Absolute                          | 4:04                              |
| 8.                                | "Denying"                         | Spice Girls Watkins Wilson             | Absolute                          | 3:46                              |
| 9.                                | "Viva Forever"                    | Spice Girls Stannard Rowe              | Stannard Rowe                     | 5:09                              |
| 10.                               | "The Lady Is a Vamp"              | Spice Girls Watkins Wilson             | Absolute                          | 3:09                              |
| Tổng thời lượng:                  | Tổng thời lượng:                  | Tổng thời lượng:                       | Tổng thời lượng:                  | 38:37                             |

| Spiceworld – Phiên bản tại Nhật Bản | Spiceworld – Phiên bản tại Nhật Bản | Spiceworld – Phiên bản tại Nhật Bản | Spiceworld – Phiên bản tại Nhật Bản | Spiceworld – Phiên bản tại Nhật Bản |
| STT                                 | Nhan đề                             | Sáng tác                            | Sản xuất                            | Thời lượng                          |
| ----------------------------------- | ----------------------------------- | ----------------------------------- | ----------------------------------- | ----------------------------------- |
| 7.                                  | "Step to Me"                        | Spice Girls Eliot Kennedy           | Absolute                            | 4:18                                |
| 8.                                  | "Do It"                             | Spice Girls Watkins Wilson          | Absolute                            | 4:04                                |
| 9.                                  | "Denying"                           | Spice Girls Watkins Wilson          | Absolute                            | 3:46                                |
| 10.                                 | "Viva Forever"                      | Spice Girls Stannard Rowe           | Stannard Rowe                       | 5:09                                |
| 11.                                 | "The Lady Is a Vamp"                | Spice Girls Watkins Wilson          | Absolute                            | 3:09                                |
| Tổng thời lượng:                    | Tổng thời lượng:                    | Tổng thời lượng:                    | Tổng thời lượng:                    | 42:55                               |

| Spiceworld – Phiên bản kỷ niệm 25 năm (Đĩa 2) | Spiceworld – Phiên bản kỷ niệm 25 năm (Đĩa 2) | Spiceworld – Phiên bản kỷ niệm 25 năm (Đĩa 2) | Spiceworld – Phiên bản kỷ niệm 25 năm (Đĩa 2) | Spiceworld – Phiên bản kỷ niệm 25 năm (Đĩa 2) |
| STT                                           | Nhan đề | Sáng tác                                      | Sản xuất                                      | Thời lượng                                    |
| --------------------------------------------- | --- | --------------------------------------------- | --------------------------------------------- | --------------------------------------------- |
| 1.                                            | "Step to Me" (7″ mix) | Spice Girls Kennedy                           | Absolute                                      | 4:05                                          |
| 2.                                            | "Outer Space Girls" | Spice Girls Stannard Rowe                     | Stannard Rowe                                 | 3:58                                          |
| 3.                                            | "Walk of Life" | Spice Girls Watkins Wilson                    | Absolute                                      | 4:16                                          |
| 4.                                            | "Step to Me" (bản thu nháp) | Spice Girls Kennedy                           | Kennedy                                       | 4:50                                          |
| 5.                                            | "Too Much" (trực tiếp tại Toronto, tháng 7 năm 1998) | Spice Girls Watkins Wilson                    |                                               | 5:30                                          |
| 6.                                            | "Stop" (trực tiếp tại Madrid, tháng 3 năm 1998) | Spice Girls Watkins Wilson                    |                                               | 3:25                                          |
| 7.                                            | "Move Over" (trực tiếp tại Istanbul, tháng 10 năm 1997) | Spice Girls Wood Lane                         |                                               | 3:38                                          |
| 8.                                            | "Spice Up Your Life" (trực tiếp tại Arnhem, tháng 3 năm 1998) | Spice Girls Stannard Rowe                     |                                               | 4:11                                          |
| 9.                                            | "Viva Forever" (trực tiếp tại Manchester, tháng 4 năm 1998) | Spice Girls Stannard Rowe                     |                                               | 5:59                                          |
| 10.                                           | "Spice Up Your Life" (Morales Radio Mix) | Spice Girls Stannard Rowe                     | Stannard Rowe                                 | 2:48                                          |
| 11.                                           | "Stop" (Morales Remix Edit) | Spice Girls Watkins Wilson                    | Absolute                                      | 5:52                                          |
| 12.                                           | "Too Much" (Soulshock & Karlin Remix) | Spice Girls Watkins Wilson                    | Absolute                                      | 3:53                                          |
| 13.                                           | "Viva Forever" (John Themis Ethnic Latino Ambient Mix) | Spice Girls Stannard Rowe                     | Stannard Rowe Themis [a]                      | 5:41                                          |
| 14.                                           | "Step to Me" (bản mở rộng) | Spice Girls Kennedy                           | Absolute                                      | 5:41                                          |
| 15.                                           | "Spice Girls Party Mix" ("Spice Up Your Life" (Morales Radio Mix) / "Step to Me" (Matthew's Disco Steppin' Mix) / "Stop" (Morales Remix) / "Never Give Up on the Good Times" / "Wannabe" (Junior Vasquez Remix) / "Who Do You Think You Are" (Morales Club Mix)) |                                               |                                               | 14:44                                         |

Ghi chú
- ^[a]  nghĩa là sản xuất bổ sung

## Xếp hạng
| Bảng xếp hạng (1997)                     | Vị trí cao nhất |
| ---------------------------------------- | --------------- |
| Album Úc (ARIA)                          | 2               |
| Album Áo (Ö3 Austria)                    | 1               |
| Album Bỉ (Ultratop Vlaanderen)           | 2               |
| Album Bỉ (Ultratop Wallonie)             | 4               |
| Album Canada (RPM)                       | 2               |
| Album Canada (Billboard)                 | 2               |
| Album Cộng hòa Séc (ČNS IFPI)            | 8               |
| Album Đan Mạch (Hitlisten)               | 1               |
| Album Hà Lan (Album Top 100)             | 1               |
| Album Châu Âu (Music & Media)            | 1               |
| Album Phần Lan (Suomen virallinen lista) | 1               |
| Album Pháp (SNEP)                        | 2               |
| Album Đức (Offizielle Top 100)           | 4               |
| Album Hy Lạp (IFPI)                      | 1               |
| Album Hungaria (MAHASZ)                  | 5               |
| Album Iceland (Tónlist)                  | 1               |
| Album Ireland (IRMA)                     | 1               |
| Album Ý (FIMI)                           | 2               |
| Album Nhật Bản (Oricon)                  | 6               |
| Album Malaysia (RIM)                     | 1               |
| Album New Zealand (RMNZ)                 | 1               |
| Album Na Uy (VG-lista)                   | 1               |
| Album Bồ Đào Nha (AFP)                   | 3               |
| Album Scotland (OCC)                     | 1               |
| Album Tây Ban Nha (AFYVE)                | 2               |
| Album Thụy Điển (Sverigetopplistan)      | 3               |
| Album Thụy Sĩ (Schweizer Hitparade)      | 2               |
| Album Đài Loan Quốc tế (IFPI)            | 4               |
| Album Anh Quốc (OCC)                     | 1               |
| Album Hoa Kỳ Billboard 200               | 3               |
| Album Zimbabwe (ZIMA)                    | 1               |

| Bảng xếp hạng (1997)                             | Vị trí |
| ------------------------------------------------ | ------ |
| Album Úc (ARIA)                                  | 15     |
| Album Bỉ (Ultratop Flanders)                     | 7      |
| Album Bỉ (Ultratop Wallonia)                     | 12     |
| Album Đan Mạch (Hitlisten)                       | 3      |
| Album Hà Lan (Album Top 100)                     | 76     |
| Album Châu Âu (Music & Media)                    | 27     |
| Album Pháp (SNEP)                                | 14     |
| Album Đức (Offizielle Top 100)                   | 83     |
| Album Na Uy Mùa Thu (VG-lista)                   | 6      |
| Album Ba Lan (ZPAV)                              | 23     |
| Album Thụy Điển (Sverigetopplistan)              | 21     |
| Album Anh Quốc (OCC)                             | 4      |
| Bảng xếp hạng (1998)                             | Vị trí |
| Album Úc (ARIA)                                  | 9      |
| Album Áo (Ö3 Austria)                            | 14     |
| Album Bỉ (Ultratop Flanders)                     | 20     |
| Album Bỉ (Ultratop Wallonia)                     | 22     |
| Album Canada (RPM)                               | 4      |
| Album Canada (SoundScan)                         | 3      |
| Album Đan Mạch (Hitlisten)                       | 21     |
| Album Hà Lan (Album Top 100)                     | 21     |
| Album Châu Âu (Music & Media)                    | 8      |
| Album Pháp (SNEP)                                | 43     |
| Album Đức (Offizielle Top 100)                   | 29     |
| Album Ý (FIMI)                                   | 11     |
| Album New Zealand (RMNZ)                         | 7      |
| Album Thụy Điển (Sverigetopplistan)              | 99     |
| Album Thụy Sĩ (Schweizer Hitparade)              | 22     |
| Album Anh Quốc (OCC)                             | 27     |
| Hoa Kỳ Billboard 200                             | 10     |
| Bảng xếp hạng (1999)                             | Vị trí |
| Hoa Kỳ Billboard 200                             | 178    |
| Bảng xếp hạng (2000)                             | Vị trí |
| Album Phần Lan Quốc tế (Suomen virallinen lista) | 52     |

| Bảng xếp hạng (1990–99) | Vị trí |
| ----------------------- | ------ |
| Album Áo (Ö3 Austria)   | 40     |
| Hoa Kỳ Billboard 200    | 82     |

## Chứng nhận
| Quốc gia                                                                           | Chứng nhận  | Số đơn vị/doanh số chứng nhận |
| ---------------------------------------------------------------------------------- | ----------- | ----------------------------- |
| Úc (ARIA)                                                                          | 6× Bạch kim | 420.000^                      |
| Áo (IFPI Áo)                                                                       | Bạch kim    | 50.000*                       |
| Bỉ (BEA)                                                                           | 2× Bạch kim | 100.000*                      |
| Brasil (Pro-Música Brasil)                                                         | Bạch kim    | 250.000*                      |
| Canada (Music Canada)                                                              | Kim cương   | 1.000.000^                    |
| Phần Lan (Musiikkituottajat)                                                       | 2× Bạch kim | 92,178                        |
| Pháp (SNEP)                                                                        | 2× Bạch kim | 600.000*                      |
| Đức (BVMI)                                                                         | Bạch kim    | 500.000^                      |
| Hồng Kông (IFPI Hồng Kông)                                                         | Bạch kim    | 20.000*                       |
| Ý (FIMI)                                                                           | —           | 400,000                       |
| Nhật Bản (RIAJ)                                                                    | 2× Bạch kim | 400.000^                      |
| México (AMPROFON)                                                                  | Vàng        | 100.000^                      |
| Hà Lan (NVPI)                                                                      | Bạch kim    | 100.000^                      |
| New Zealand (RMNZ)                                                                 | 3× Bạch kim | 45.000^                       |
| Na Uy (IFPI)                                                                       | Bạch kim    | 50.000*                       |
| Ba Lan (ZPAV)                                                                      | 2× Bạch kim | 200.000*                      |
| Tây Ban Nha (PROMUSICAE)                                                           | 2× Bạch kim | 200.000^                      |
| Thụy Điển (GLF)                                                                    | 2× Bạch kim | 160.000^                      |
| Thụy Sĩ (IFPI)                                                                     | 2× Bạch kim | 100.000^                      |
| Anh Quốc (BPI)                                                                     | 5× Bạch kim | 1,603,426                     |
| Hoa Kỳ (RIAA)                                                                      | 4× Bạch kim | 4,200,000                     |
| Tổng hợp                                                                           |             |                               |
| Châu Âu (IFPI)                                                                     | 5× Bạch kim | 5.000.000*                    |
| Toàn cầu                                                                           | —           | 14,000,000                    |
| * Chứng nhận dựa theo doanh số tiêu thụ. ^ Chứng nhận dựa theo doanh số nhập hàng. |             |                               |

## Lịch sử phát hành
| Khu vực        | Ngày                 | Định dạng                                                                  | Phiên bản       | Hãng đĩa        | Ct.                         |
| -------------- | -------------------- | -------------------------------------------------------------------------- | --------------- | --------------- | --------------------------- |
| Nhật Bản       | 1 tháng 11 năm 1997  | CD                                                                         | Tiêu chuẩn      | EMI Music Japan | [ 90 ]                      |
| Vương quốc Anh | 3 tháng 11 năm 1997  | CD LP cassette                                                             | Tiêu chuẩn      | Virgin          | [ 91 ]                      |
| Canada         | 4 tháng 11 năm 1997  | CD                                                                         | Tiêu chuẩn      | Virgin          | [ 92 ]                      |
| Hoa Kỳ         | 4 tháng 11 năm 1997  | CD cassette MiniDisc                                                       | Tiêu chuẩn      | Virgin          | [ 93 ] [ 94 ]               |
| Vương quốc Anh | 13 tháng 3 năm 2020  | LP                                                                         | Tái bản cao cấp | UMC             | [ 95 ]                      |
| Nhiều          | 4 tháng 11 năm 2022  | Tải nhạc số phát trực tuyến 2-LP cassette đôi Đĩa hình đĩa than trong suốt | Spiceworld25    | UMC EMI         | [ 96 ] [ 97 ] [ 98 ] [ 99 ] |
| Nhiều          | 16 tháng 12 năm 2022 | 2-CD + sách bìa cứng                                                       | Spiceworld25    | UMC EMI         | [ 100 ]                     |